# Jean Gourguet
Jean Gourguet, né le 5 décembre 1902 à Sète (Hérault) et mort le 13 mars 1994 dans le 13e arrondissement de Paris,
est un réalisateur, scénariste et producteur de cinéma français.

## Biographie
Jean Gourguet fait découvrir Tino Rossi et lui fait tourner son premier film L'Affaire Coquelet.
Après le succès de son film Maternité clandestine en 1953, Jean Gourguet décide d'acheter le cinéma L'Escurial du boulevard de Port-Royal à Paris, où il se consacre à sa passion de cinéphile. Il fait activement vivre cette salle, au-dessus de laquelle il habite, et où il meurt en 1994.
Christophe Bier lui a consacré un documentaire, Jean Gourguet, un artisan du cinéma diffusé en 2006.

## Filmographie

### Réalisateur
- 1928 : Un rayon de soleil (moyen-métrage muet)
- 1929 : L'Escale
- 1932 : Les Tutti-Frutti (moyen-métrage)
- 1933 : Un drôle de numéro (moyen-métrage)
- 1934 : L'Affaire Coquelet
- 1938 : Jeannette Bourgogne
- 1942 : Le Moussaillon
- 1943 : Malaria
- 1946 : Son dernier rôle
- 1946 : Le Pavillon de la folle (moyen-métrage)
- 1947 : La Neige du coucou (moyen-métrage)
- 1949 : Les Orphelins de Saint-Vaast
- 1950 : Zone frontière
- 1951 : Trafic sur les dunes
- 1952 : Le Secret d'une mère
- 1952 : Une enfant dans la tourmente
- 1953 : Maternité clandestine
- 1954 : La Fille perdue
- 1955 : La Cage aux souris
- 1955 : Les Premiers Outrages
- 1956 : Les Promesses dangereuses
- 1957 : Isabelle a peur des hommes
- 1958 : La P... sentimentale
- 1960 : Les Frangines
- 1961 : La Traversée de la Loire